# Gabriele Schöttler
Gabriele Schöttler (* 27. September 1953 in Zehdenick) ist eine deutsche Politikerin der SPD. Von 1991 bis 2001 war sie Mitglied des Abgeordnetenhauses, von 1999 bis 2001 Arbeitssenatorin von Berlin. Außerdem war Schöttler von 2006 bis 2011 Bezirksbürgermeisterin im Bezirk Treptow-Köpenick von Berlin.

## Beruflicher Werdegang
Schöttler machte nach dem Besuch der Polytechnischen Oberschule eine Ausbildung als Krankenschwester an der Medizinischen Fachschule in Berlin-Buch. Es folgte ein Studium der Ökonomie an der Ingenieurschule für Lebensmittelindustrie Dippoldiswalde.
Nach der Tätigkeit als Krankenschwester im Klinikum Berlin-Buch von 1973 bis 1980 wechselte sie zum VEB Elektromontage Berlin und war dort in der Berufsausbildung tätig.

## Politische Laufbahn
Von Mai bis Dezember 1990 gehörte Schöttler als Abgeordnete der Stadtverordnetenversammlung von Ost-Berlin an. Von 1991 bis 2001 war sie Mitglied des Abgeordnetenhauses von Berlin.
Von November 1998 bis Dezember 1999 wirkte sie als Berliner Senatorin für Arbeit, Berufliche Bildung und Frauen im Senat des Regierenden Bürgermeister Eberhard Diepgen. Im Wahlkampf 1999 wurde Schöttler auch international durch die Kampagne „Gabi - starker Auftritt für soziale Gerechtigkeit“ bekannt. Ihr Plakat zeigte einen ihrer Stöckelschuhe, unter anderem beim Tritt auf einen Turnschuh Marke „Ebi-Runner“ der CDU. Kreiert wurde die Kampagne von ihren Wahlkampfmanagern Juri Maier und Oliver P. Mueller.
Im Dezember 1999 wurde sie zur Senatorin für Arbeit, Soziales und Frauen gewählt und behielt diesen Posten auch nach der Wahl Klaus Wowereits zum Regierenden Bürgermeister. Nach der Neuwahl vom 21. Oktober 2001 schied sie jedoch aus dem Berliner Senat aus und verfehlte auch die Wiederwahl ins Abgeordnetenhaus.
Bei der Berliner Wahl am 17. September 2006 trat sie als Spitzenkandidatin im Bezirk Treptow-Köpenick an und wurde am 26. Oktober 2006 von der Bezirksverordnetenversammlung (BVV) mit 43 von 55 Stimmen zur Nachfolgerin ihres Parteikollegen Klaus Ulbricht in das Amt der Bezirksbürgermeisterin gewählt. Darüber hinaus war sie im Bezirksamt zuständige Fachdezernentin für Personal, Finanzen, Wirtschaft, Kultur und Ordnungsangelegenheiten.
Seit 1989 ist sie Mitglied ihrer Partei. Sie ist verheiratet und hat einen erwachsenen Sohn.